# フリードリヒ・ザイツ
フリードリヒ・ザイツ（Friedrich Seitz, 1848年6月12日 - 1918年5月22日）は、ドイツ・ロマン派の作曲家、ヴァイオリニスト。初心者用のヴァイオリン協奏曲の作者としてヴァイオリン学習者には有名。ピアノ伴奏による、「学生のためのヴァイオリン協奏曲」8作品などが知られている。

## 生涯
フリードリヒ・ザイツはテューリンゲン州ギュンタースレベン（de:Günthersleben）で農家の子として生まれた。1865年に地域の志願兵となり、翌1866年に勃発した普墺戦争に加わった。終戦後、ザイツはゾンダースハウゼンで、かつてマクデブルクでコンサートマスターを務めていたカール・ヴィルヘルム・ウールリッヒに師事してヴァイオリンを学ぶ。1874年には、ドレスデンのコンサートマスターであるヨハン・クリストフ・ラウターバッハに師事している。1869年、ザイツはゾンダースハウゼンの楽団にヴァイオリニストとして参加し、1873年にはカペルマイスターに選ばれた。
1876年、ザイツはマクデブルクに移り、市の交響楽団のコンサートマスターとなった。ザイツは、マクデブルク初の音楽学校の創立者であると考えられている。彼は1884年にはデッサウのヘルツォクリヒェン宮廷楽団の指揮者となり、1888年にはバイロイト音楽祭のコンサートマスターを務めた。
フリードリヒ・ザイツは、当時としては最も著名なヴァイオリニストとして、ヨーロッパ中に演奏旅行を行った。彼はコーブルクのオペラ座などの多くのドイツ国内の都市ばかりでなく、ロンドンやホラントまでも出向いた。ザイツは1908年に引退する。彼はシュヴァルツブルク＝ゾンダースハウゼン公とアンハルト公の両名から、その充実した音楽活動と教育活動を讃えられて芸術・科学メダルを贈られた。1918年、デッサウで死去。
ザイツにヴァイオリンを師事していた人物として、ヴァイオリニストを目指していた若かりし日のマレーネ・ディートリヒが挙げられる。
2003年、ザイツの生まれ故郷にある通りが、彼の栄光にちなんで「フリードリヒ・ザイツ通り」と名付けられた。

## 主要作品
- 学生のためのヴァイオリン協奏曲第1番ニ長調 作品7
- 学生のためのヴァイオリン協奏曲第2番ト長調 作品13
- 学生のためのヴァイオリン協奏曲第3番ト短調 作品12
- 学生のためのヴァイオリン協奏曲第4番ニ長調 作品15
- 学生のためのヴァイオリン協奏曲第5番ニ長調 作品22
- 学生のためのヴァイオリン協奏曲第6番イ短調 作品50
- 学生のためのヴァイオリン協奏曲第7番イ短調 作品25
- 学生のためのヴァイオリン協奏曲第8番イ長調 作品51（遺作）
- ピアノ四重奏曲 作品35